# Lucien Lévy-Dhurmer
Lucien Lévy-Dhurmer (Argel, 30 de septiembre de 1865-Le Vésinet, 24 de septiembre de 1953) fue un pintor, escultor y ceramista simbolista francés. 

## Biografía
Nació en Argel —por entonces una colonia francesa— en 1865 como Lucien Lévy, hijo de Salomon Lévy y de Pauline-Amélie Goldhurmer. Estudió en la École communale supérieure de dessin et de sculpture del distrito XI de París, donde fue alumno de Albert-Charles Wallet y Raphaël Collin. En 1896, de cara a su primera exposición individual en la Galerie Georges Petit (París), se cambió el nombre, añadiendo a su apellido la parte final del apellido de su madre. Entre 1887 y 1895 trabajó como pintor decorativo para la manufactura de fayenza de Golfe-Juan. Entre 1902 y 1911 residió en los Países Bajos. 
Fue un pintor de factura académica que sintetizó la técnica impresionista con la temática simbolista, especialmente en sus escenas de corte fantástico; fue además retratista y paisajista. En su obra destaca la armonía cromática y la idealización de los temas representados, en los que se denota la influencia de la música de Beethoven, Fauré y Debussy. Sus mayores influencias artísticas fueron el prerrafaelismo, el arte renacentista florentino y alemán, y la obra de Pierre Puvis de Chavannes. También recibió el influjo de la literatura de Charles Baudelaire, lo que se denota en sus temas, de corte intelectual, generalmente alegorías con personajes femeninos sensuales y elegantes (Mujer con medalla, 1896, Museo del Louvre; Otoño, 1896, Museo de Saint-Étienne).
Desde 1901 su obra se volvió más realista (Ciegos de Tánger, 1901, Louvre; Madre bretona, 1906, Museo de Brest), aunque continuó con el simbolismo en temas de corte esotérico y en desnudos femeninos. Realizó retratos, como los de Pierre Loti (1896, Museo vasco de Bayona) y Georges Rodenbach (1896, Louvre).